# Виверження вулкана Мерапі (2023)
Виверження вулкана Мерапі — 3 грудня 2023 року на індонезійському острові Суматра почалося виверження вулкану Марапі, який викинув попіл на висоту 3000 метрів (10 000 футів) і відклав велику кількість вулканічного попелу в прилеглих районах. Двадцять три туристи були знайдені мертвими біля кратера вулкана.

## Фон
Будучи найактивнішим складним вулканом у провінції Західна Суматра та поблизу населених пунктів, вулкан становить значну небезпеку. З 2011 року вулкан перебуває на рівні II (Васпада) чотирирівневої системи оповіщення, створеної Вулканологічною службою Індонезії. Значне виверження відбулося в 1979 році, вбивши 60 людей, потім у квітні-травні 2018 року стався попелопад на південний-схід. Востаннє вулкан вивергався в січні 2023 року, але не спричинив жертв. Передбачити поведінку вулкана вважається складним, оскільки джерело його раптових вивержень неглибоке та близьке до його піка, а його виверження не спричинені глибоким рухом магми, який можна виявити як вулканічні землетруси на сейсмічних моніторах. Однак, на його схилах у селах Рубаї та Гоба Кумантіанг, приблизно за 5–6 кілометрів (3,1–3,7 милі) від вершини, проживає близько 1400 людей.
Перед виверженням 2023 року керівник вулканологічної служби Індонезії Хендра Гунаван сказав, що агентство понад десять років попереджало місцеве природоохоронне агентство та Міністерство навколишнього середовища та лісового господарства, щоб альпіністи не дозволяли наближатися до 3 км (1,9 милі) від вулкана. кратер. Агентство охорони природи повідомило, що дозволи на сходження були видані кількома місцевими агентствами, включаючи уряд провінції Західна Суматра, місцевий офіс Національного пошуково-рятувального агентства в столиці провінції Паданг і Національне агентство з протидії катастрофам.Людям пісьля виверження вулкану довелося зміннити місце життя.

## Виверження
3 грудня 2023 року сталося виверження вулкана Марапі. Виверження підняло попіл на висоту 3000 метрів (10 000 футів), а велика кількість вулканічного попелу осіло в прилеглих районах. 3–4 грудня було зафіксовано 46 вивержень і 66 вибухів зі спостережного пункту вулкана.
Кілька міст Західної Суматри, таких як Падангпанджанг і Букіттінгі, а також регентства Пасаман і Західний Пасаман були вкриті вулканічним попелом.

## Втрати
Виверження сталося, коли багато альпіністів перебували на схилах гори. З 75 туристів, які піднялися на гору 2 грудня, 49 були евакуйовані, троє були знайдені живими та врятовані, а 23 були знайдені мертвими; дванадцять із тих, хто вижив, були поранені. Загиблих було знайдено біля кратера вулкана, тоді як пошуки інших зниклих безвісти туристів були перервані спорадичними виверженнями. Загиблі отримали серйозні опіки, які не дозволили ідентифікувати обличчя, а деякі з тих, хто вижив, отримали опіки та переломи.

## Реакція
У відповідь на виверження місцева влада заборонила будь-яку діяльність у радіусі 3 км (1,9 милі) від вулкана. Мешканцям роздали маски, яких закликали залишатися вдома. [1]
Станом на 6 грудня процес евакуації все ще триває, у той час, як із 23 знайдених загиблих було знайдено п'ять тіл, а решту ще належить евакуювати з гори.